# 김호곤
김호곤(한국 한자: 金鎬坤, 1951년 3월 26일 ~ )은 대한민국의 축구인으로 경상남도 통영시 출생이다.

## 학력
- 충렬초등학교
- 통영중학교
- 통영고등학교 → 동래고등학교 (전학)
- 연세대학교

## 같이 보기
- A매치 100경기 이상 출전한 축구 선수 명단